# Luis Manuel Fernández de Portocarrero-Bocanegra y Moscoso-Osorio
Luis Manuel Fernández de Portocarrero-Bocanegra y Moscoso-Osorio, född 8 januari 1635 i Palma del Río, död 14 september 1709 i Madrid, var en spansk kardinal och ärkebiskop. Han var ärkebiskop av Toledo samt Spaniens primas från 1677 till 1709.

## Biografi
Luis Manuel Fernández de Portocarrero-Bocanegra y Moscoso-Osorio var son till markisen Luis Andrés Fernández Portocarrero och Leonor de Guzmán. Fernández studerade vid Toledos universitet, där han blev licentiat i teologi.
År 1669 utsåg påve Clemens IX in pectore Fernández till kardinal; året därpå erhöll han Santa Sabina som titelkyrka. Fernández deltog i konklaven 1669–1670, vilken valde Clemens X till ny påve samt i konklaven 1676, som valde Innocentius XI.
Fernández utnämndes i december 1677 till ärkebiskop av Toledo och biskopsvigdes den 16 januari året därpå av ärkebiskop Jaime de Palafox y Cardona. År 1698 blev Fernández kardinalbiskop av Palestrina.
Kardinal Fernández har fått sitt sista vilorum i Toledos katedral.